# Mercati di Traiano
I Mercati di Traiano costituiscono un esteso complesso di edifici di epoca romana nella città di Roma, sulle pendici del colle Quirinale. Dal 2007 ospitano il "Museo dei Fori Imperiali".
Il complesso, che in origine si estendeva anche oltre i limiti dell'attuale area archeologica, in zone oggi occupate da palazzi moderni, era destinato principalmente a sede delle attività amministrative collegate ai Fori Imperiali, e solo in misura limitata a attività commerciali, che forse si svolgevano negli ambienti aperti ai lati delle vie interne.
Il complesso sorse contemporaneamente al Foro di Traiano, agli inizi del II secolo, per occupare e sostenere il taglio delle pendici del colle Quirinale, ed è separato dal Foro per mezzo di una strada basolata. Riprende la forma semicircolare dell'esedra del foro traianeo e si articola su ben sei livelli.
Le date dei bolli laterizi sembrano indicare che la costruzione risalga in massima parte al regno di Traiano e forse è da attribuire al suo architetto, Apollodoro di Damasco, sebbene sia possibile che il progetto fosse già stato concepito sotto Domiziano, alla cui epoca potrebbe essere attribuito almeno l'inizio dei lavori di sbancamento.

## Descrizione delle parti del complesso

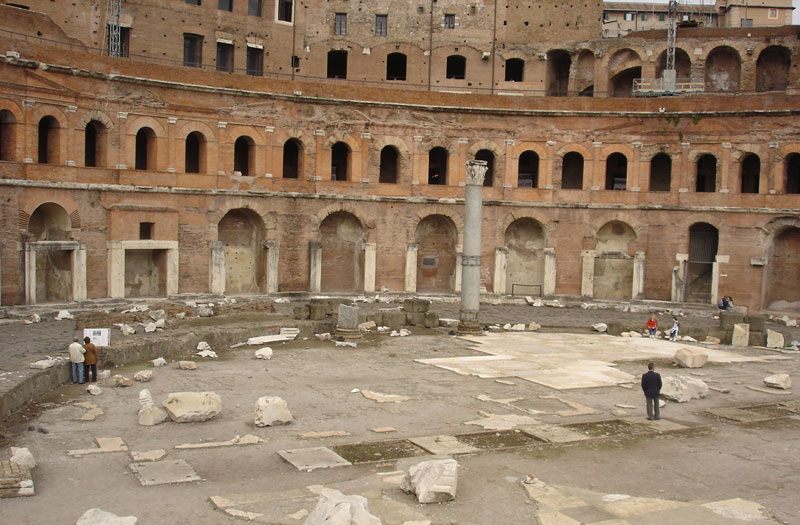
Il Grande Emiciclo e l'esedra del Foro di Traiano antistante

Gli edifici sono separati tra loro da un percorso antico che in età tarda prese il nome di via Biberatica, che corre a mezza costa sul pendio del colle. La parte inferiore, a partire dal livello del foro, comprende gli edifici del "Grande emiciclo", articolato su tre piani e con due "Aule di testata" alle estremità, e del "Piccolo emiciclo", con ambienti di nuovo su tre piani. Due scale alle estremità del Grande emiciclo consentono di raggiungere i piani superiori e la via Biberatica.
A monte della strada, si eleva il "Corpo centrale", con tabernae al livello della via e altri tre piani di ambienti interni, alcuni particolarmente curati ed elaborati.
In direzione nord la via Biberatica piega, fiancheggiata a monte dal complesso della "Grande aula": l'ampio spazio centrale, su cui si affacciano una serie di ambienti su due livelli, costituisce l'attuale ingresso del monumento da via Quattro Novembre. Da qui si accede sia alla via Biberatica che, per mezzo di passaggi aperti in epoca post-antica, agli ambienti del Corpo centrale.
Verso sud la via Biberatica si ricollega all'attuale via della Salita del Grillo, che ripercorre un tracciato antico. Ai lati di questo tratto meridionale della via si trova da un lato un isolato con ambienti scarsamente conservati e in parte rimaneggiati in epoche successive; sul lato opposto si affaccia il piano superiore di un ulteriore isolato che la divide da un altro percorso antico, proveniente direttamente dal piano del foro e che si ricollega mediante scale con la via della Salita del Grillo.
Dal tratto centrale della via Biberatica una scalinata permette di accedere alla "via della Torre" e al "Giardino delle Milizie", recentemente restaurati, alle spalle del Corpo centrale, con altre strutture di età romana su cui venne edificata la Torre delle Milizie, del XIII secolo.

## Particolarità costruttive

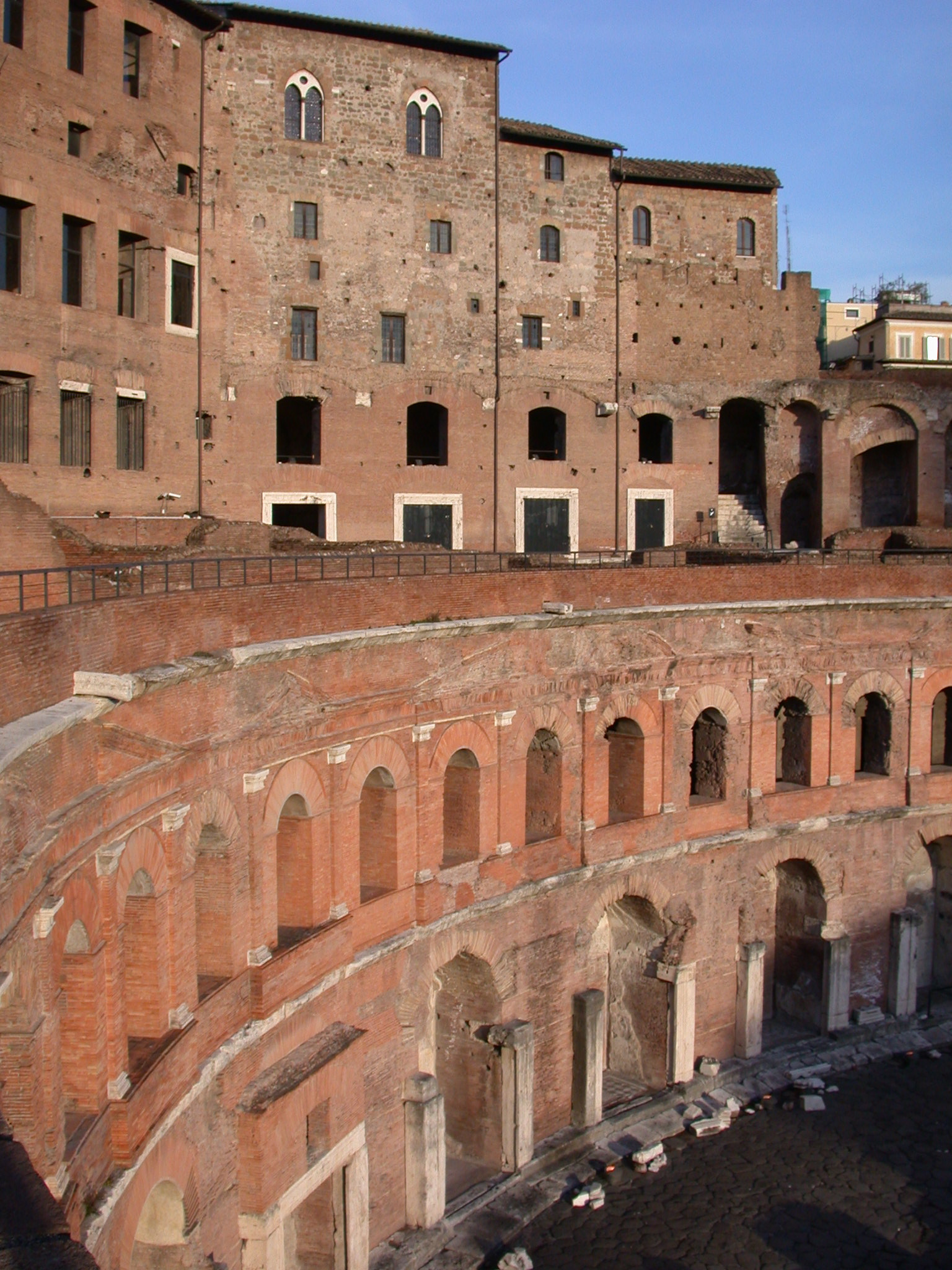
Sei livelli dal piano del Foro

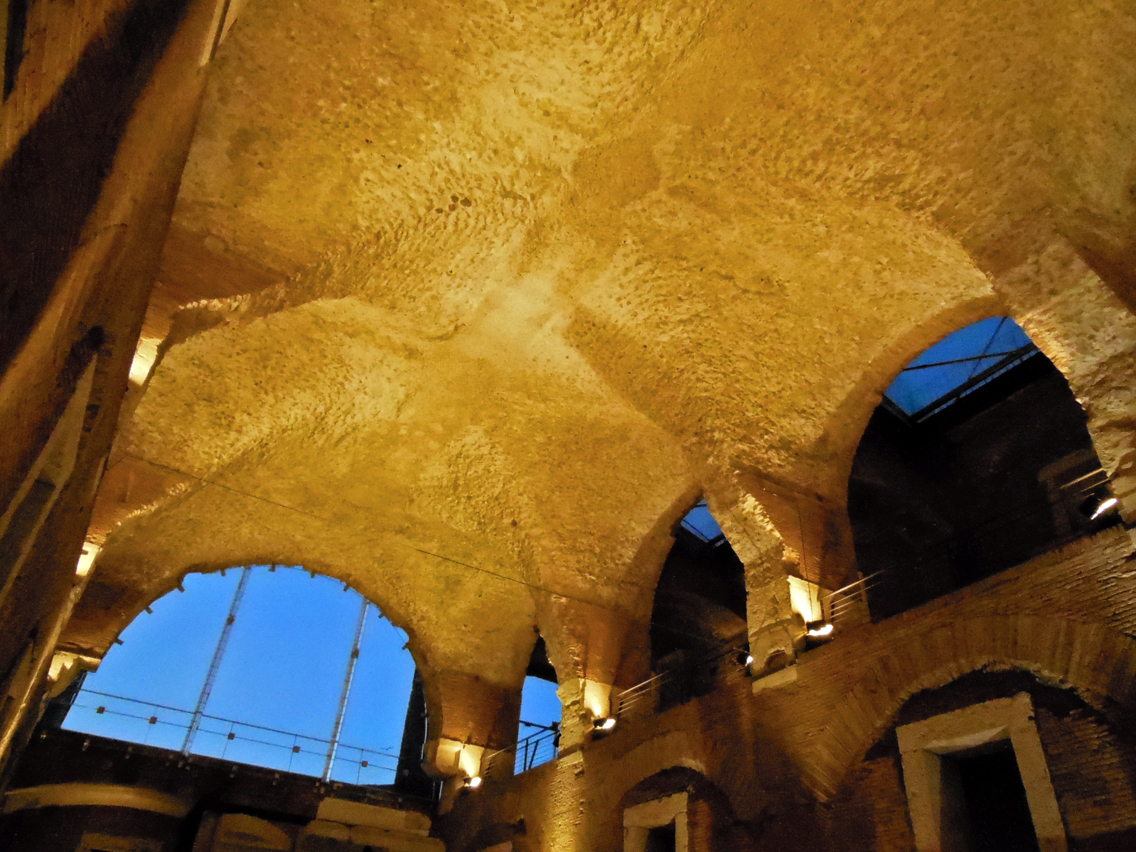
La volta della Grande aula

I "Mercati di Traiano" costituiscono un articolato complesso architettonico che, utilizzando la duttile tecnica costruttiva dell'opus latericium (calcestruzzo romano rivestito da un paramento in mattoni), sfrutta tutti gli spazi disponibili, ricavati dal taglio delle pendici della collina, inserendo ambienti di varia forma ai differenti livelli del monumento. Tale articolazione permette di passare, con ampio respiro, dalla disposizione curvilinea dell'esedra alle spalle dei portici del Foro di Traiano, a quella rettilinea del tessuto urbano circostante.
Numerosi sono i collegamenti interni tra i vari livelli (scale, cordonate, ecc.), dando una sistemazione particolarmente organica e coordinata a un complesso sorto in condizioni di suolo così complesse.
La finitura laterizia è notevolmente curata anche in senso decorativo: in particolare sulla facciata del "Grande emiciclo" un ordine di lesene inquadra le finestre del secondo piano, sormontate da frontoncini alternativamente triangolari, oppure arcuati e affiancati da due mezzi timpani triangolari ("timpano spezzato"). Questo partito decorativo, rimasto sempre in vista e disegnato da numerosi artisti rinascimentali, è realizzato con mattoni appositamente sagomati (che si ritrovano anche nelle cornici marcapiano in altre parti del complesso particolarmente curate). Se ne trovano tracce antecedenti nell'architettura ellenistica (palazzo delle Colonne di Tolemaide in Cirenaica) e in alcune pitture di secondo stile.
Gli ambienti aperti sui percorsi esterni o interni avevano una struttura "modulare": coperti con volte a botte, erano dotati di un'ampia porta con soglia, architrave e stipiti in travertino, sormontata da una piccola finestra quadrata che poteva dar luce ad un soppalco di legno interno. Si tratta della forma tipica degli ambienti commerciali (tabernae), normalmente presenti al piano terra delle insulae romane: sono questi ambienti che al momento dello scoprimento hanno suggerito per il complesso una funzione commerciale e hanno indotto ad attribuirgli il nome moderno di "Mercati" di Traiano.
In tutto il complesso gli ambienti erano prevalentemente coperti da volte in muratura, dalle forme più semplici delle volte a botte, alle semicupole che coprono gli ambienti di maggiori dimensioni, al complesso sistema di copertura della "Grande aula", con sei volte a crociera appoggiate su pilastri allargati con mensole in travertino e fiancheggiata al piano superiore da ambienti che ne contenevano le spinte laterali, collegati alla struttura della volta da archi che permettevano il passaggio nel corridoio antistante.
Le pavimentazioni utilizzano ampiamente, soprattutto nelle parti scoperte, l'opus spicatum (mattoni di taglio disposti a spina di pesce), a cui spesso veniva sovrapposto un secondo strato pavimentale in mosaico monocromo nero di piccole tessere di selce: la sovrapposizione di due strati contribuiva ad assicurare l'impermeabilizzazione degli ambienti sottostanti.

## Funzioni

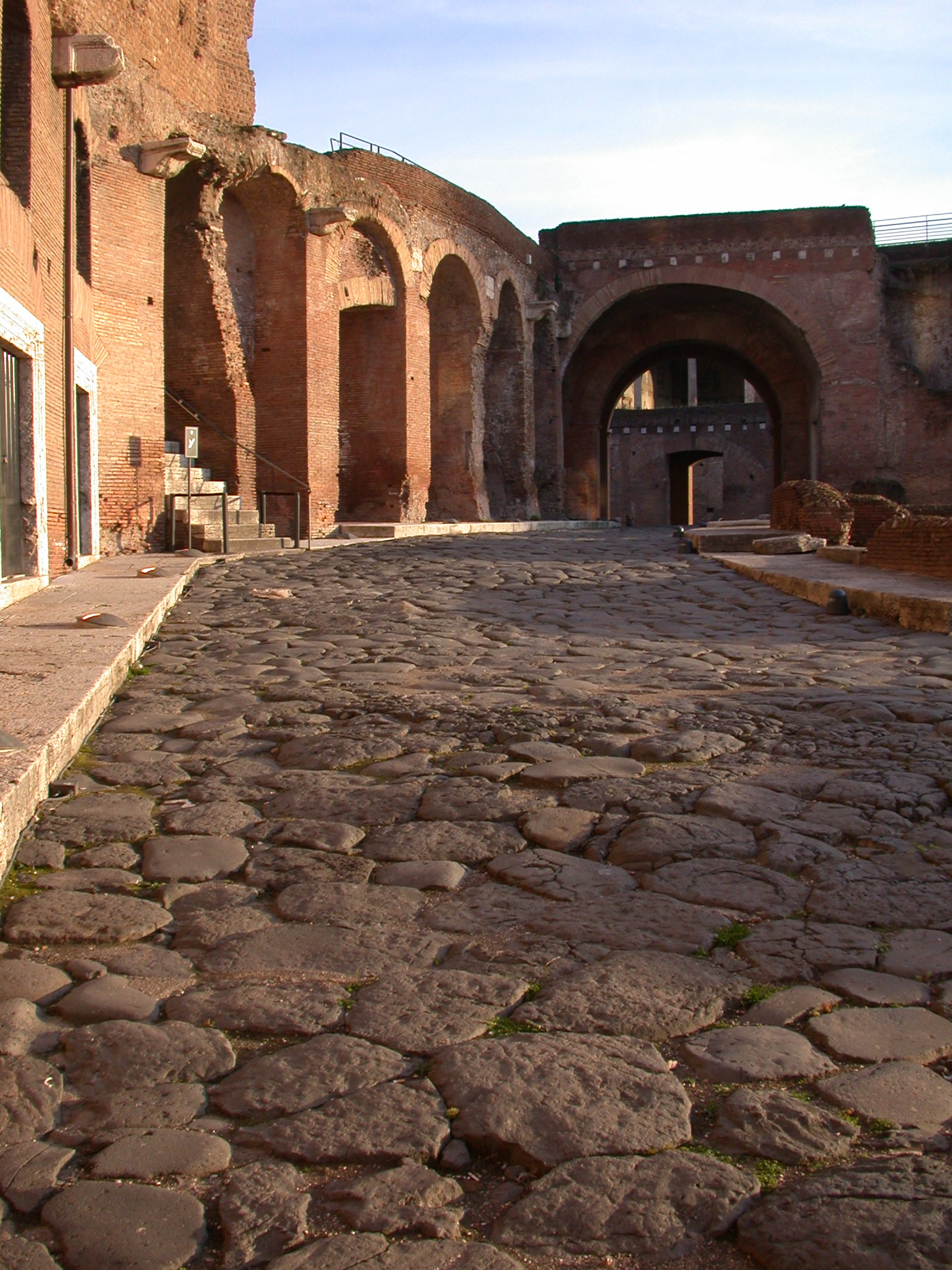
Il tratto centrale della via Biberatica

La funzione commerciale, in passato attribuita al complesso, era stata messa in correlazione con le preoccupazioni di Traiano circa la precaria situazione annonaria della città: i cosiddetti Mercati di Traiano erano stati interpretati come punto finale di un gigantesco sistema di rifornimento della capitale, che venne assicurato anche con la costruzione del porto di Traiano a Fiumicino.
La presenza di numerosi ambienti in forma di tabernae, in particolare lungo i percorsi esterni, non è tuttavia necessariamente indice di una funzione commerciale del complesso: anche le vie basolate che ne costituiscono i percorsi esterni sono infatti accessibili prevalentemente mediante scale che superano i dislivelli, e pertanto non erano percorribili dai carri necessari per il trasporto delle merci.
Il monumento doveva piuttosto costituire una sorta di "centro polifunzionale", dove si svolgevano attività pubbliche soprattutto di tipo amministrativo. La distribuzione degli ambienti, i loro collegamenti e l'articolazione dei percorsi interni dovevano dipendere dalle diverse funzioni delle stanze, come uffici o archivi, in stretto collegamento con il complesso forense.
Negli ambienti del "Corpo centrale" doveva aver sede il procurator Fori Divi Traiani, citato in un'iscrizione recentemente rinvenuta, e preposto probabilmente all'amministrazione e alla gestione del complesso monumentale.

## Museo dei Fori Imperiali

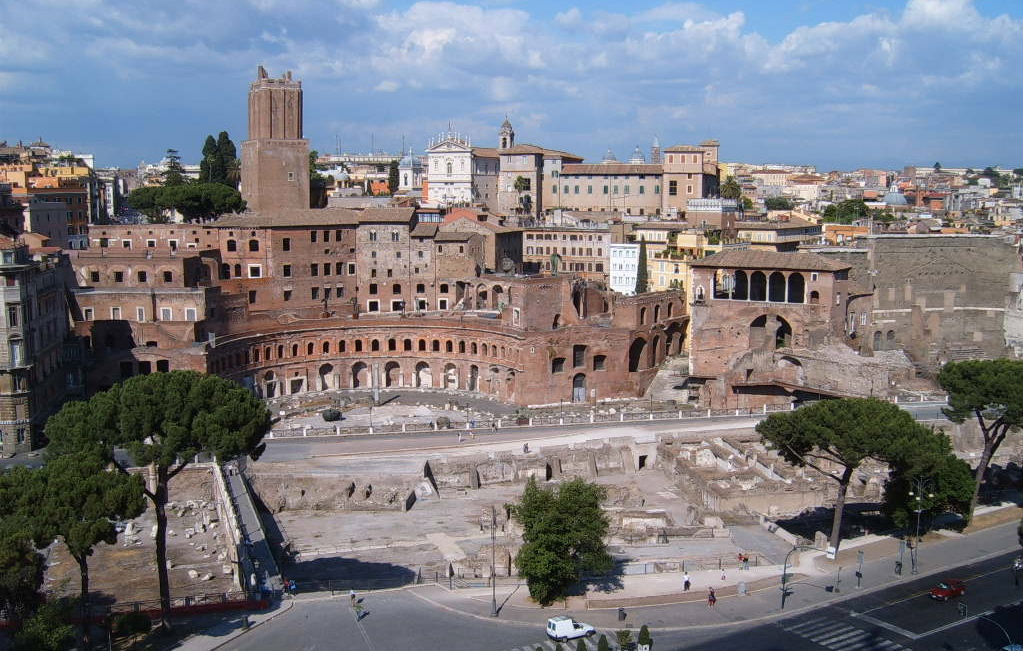
Il Foro e i Mercati di Traiano dal Vittoriano

I Mercati di Traiano ospitano il Museo dei Fori Imperiali, parte del sistema dei Musei in Comune, i musei civici di Roma Capitale.
Inaugurato nell'autunno 2007, si propone di illustrare le architetture antiche dei Fori Imperiali e la loro decorazione architettonica e scultorea. Sono presentate le ricomposizioni di alcune partiture degli edifici antichi, realizzate con frammenti originali, calchi e integrazioni modulari in pietra,  secondo la scelta museografica della reversibilità, che hanno lo scopo di restituire al visitatore la percezione della loro originaria tridimensionalità e di far apprezzare la ricchezza dei programmi figurativi, strumenti della propaganda imperiale.
Il percorso espositivo inizia nella "Grande aula" con l'introduzione all'area dei Fori imperiali, ciascuno dei quali è rappresentato da un pezzo particolarmente significativo. Al livello superiore della "Grande aula" sono le sezioni del museo dedicate al Foro di Cesare e al tempio di Marte Ultore nel Foro di Augusto ("Memoria dell'antico"). Sullo stesso piano il museo prosegue nel "Corpo centrale" con la sezione dedicata al Foro di Augusto, illustrando anche la sua funzione di “modello” per i fori delle capitali provinciali romane.
Gli ambienti della parte superiore dei Mercati di Traiano, che ospitano il museo sono stati oggetto negli anni 2005-2007 di importanti restauri strutturali e conservativi. Il museo sarà completato con la sezione sul Foro di Traiano, che sarà ospitata negli ambienti delle "Aule di testata", a diretto contatto con i resti antichi, dopo i necessari restauri.
Il museo si avvale di un sistema di comunicazione misto, con pannelli tradizionali e video che utilizzano tecnologie multimediali, con lo scopo di riproporre il collegamento tra i materiali esposti, l'aspetto antico degli edifici a cui appartenevano e i resti di essi conservati nelle aree archeologiche.

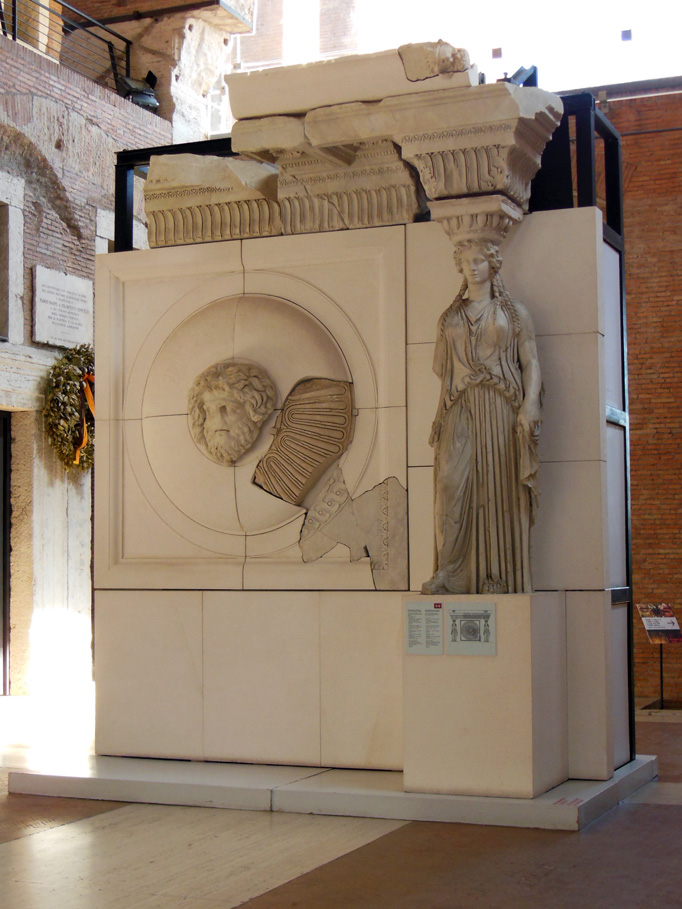
Museo dei Fori imperiali: ricomposizione dell'attico dei portici del Foro di Augusto al centro della Grande aula
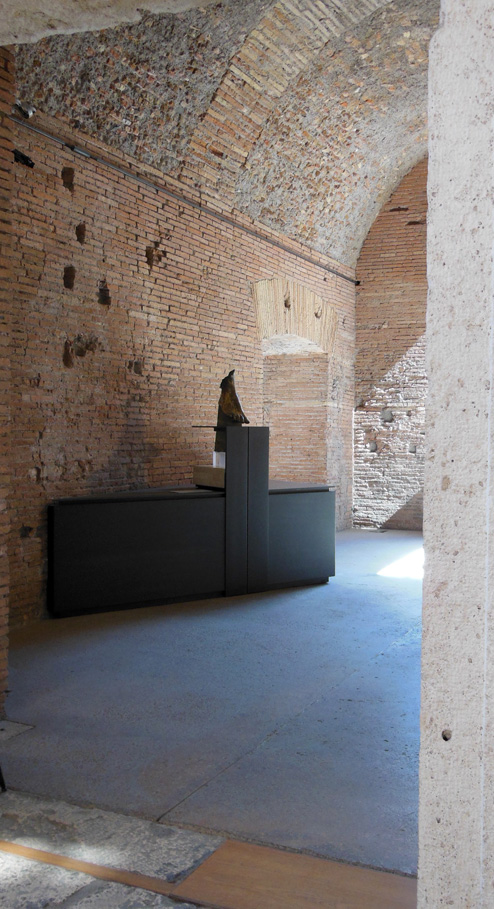
Museo dei Fori imperiali, sala della sezione introduttiva dedicata al Foro di Augusto, in uno degli ambienti al piano terra della Grande aula
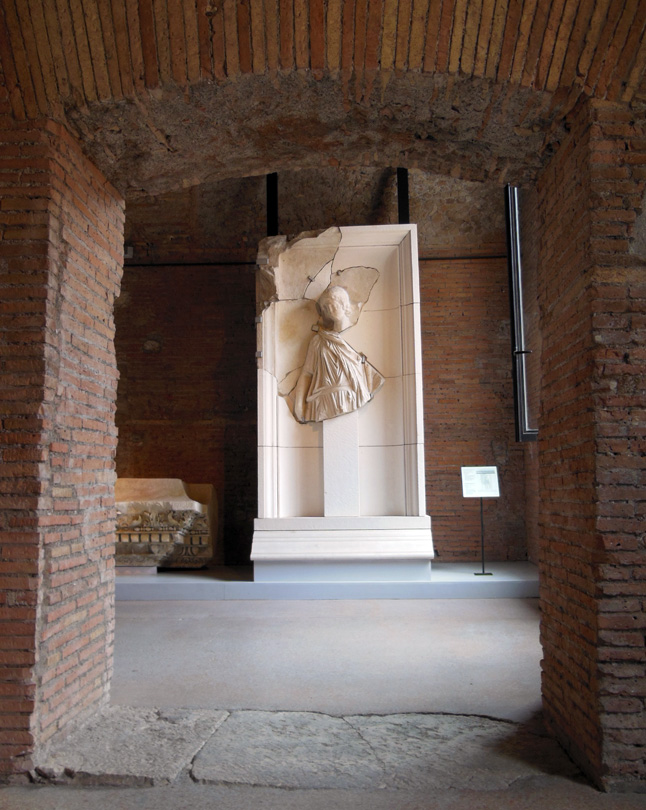
Museo dei Fori imperiali, sala della sezione introduttiva dedicata al Foro di Nerva, in uno degli ambienti al piano terra della Grande aula
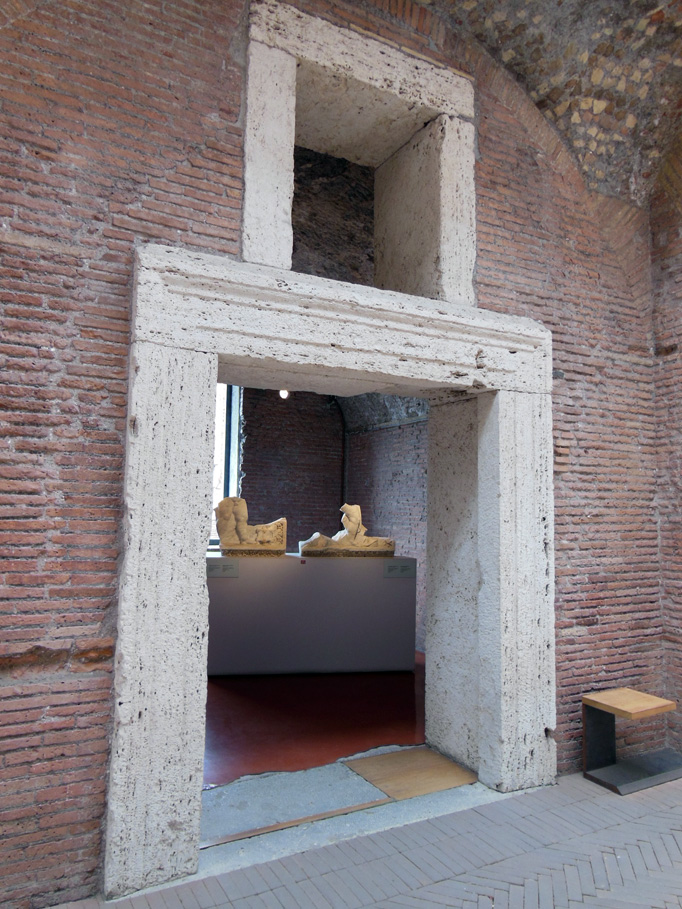
Museo dei Fori imperiali, sala della sezione dedicata al Foro di Cesare, al piano superiore della Grande aula
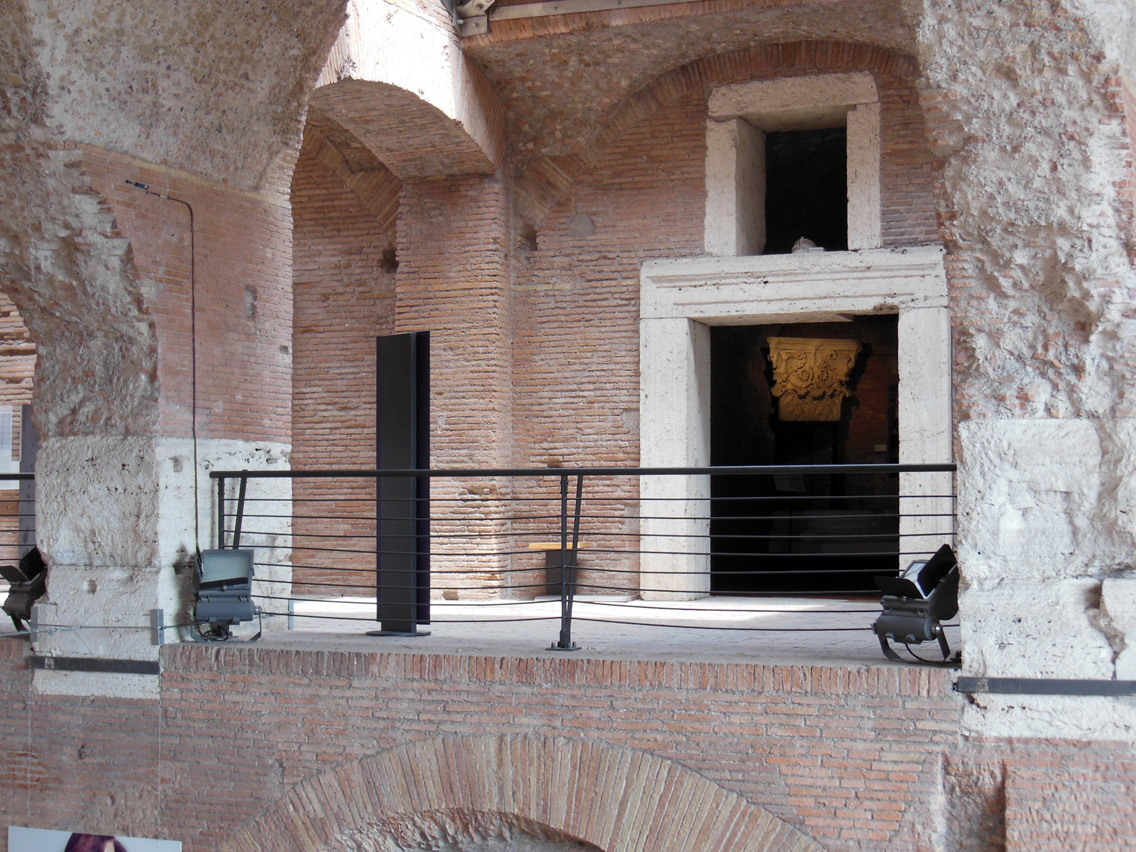
Museo dei Fori imperiali, sala della sezione "Memoria dell'antico", dedicata al tempio di Marte Ultore nel Foro di Augusto, al piano superiore della Grande aula
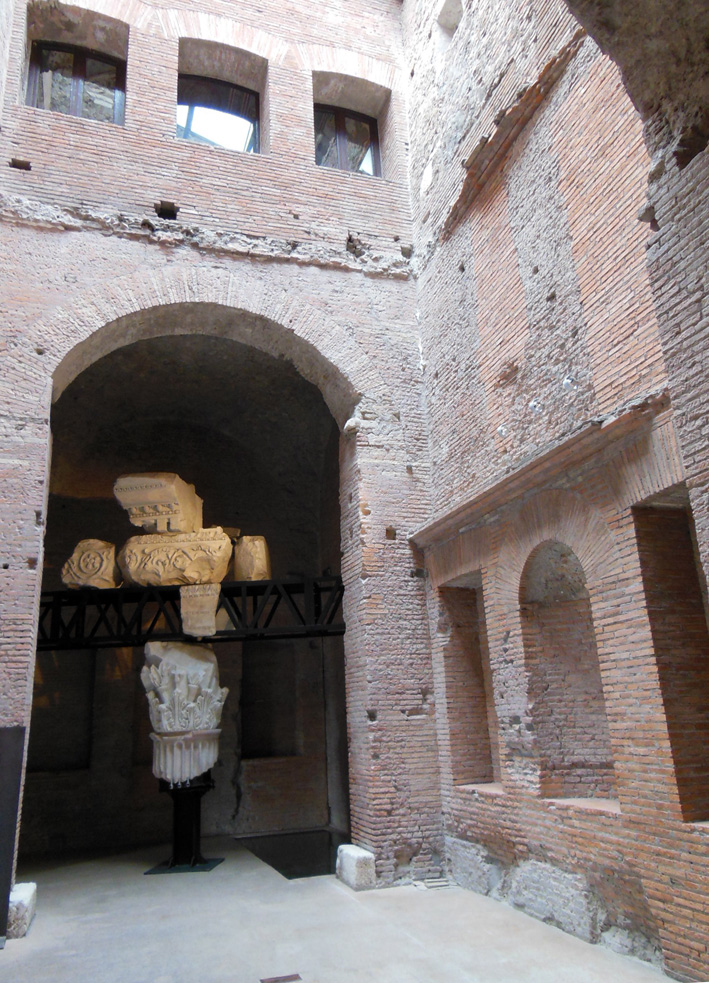
Museo dei Fori imperiali, sala della sezione dedicata al Foro di Augusto, al primo piano del "Corpo centrale"
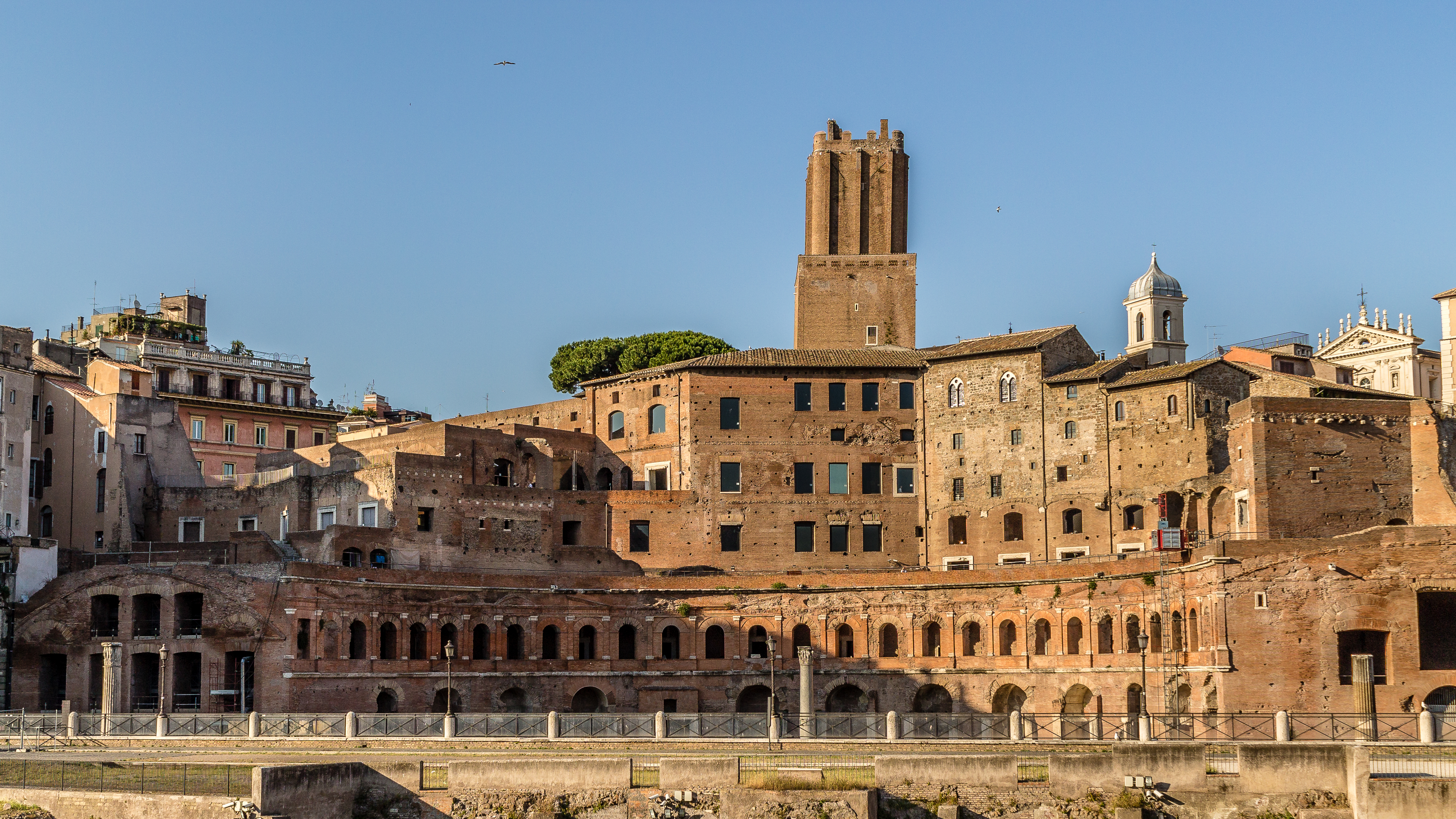
Mercati di Traiano visti da Via dei Fori Imperiali